# Diplotaxis virgata
Diplotaxis virgata är en korsblommig växtart som först beskrevs av Antonio José Cavanilles, och fick sitt nu gällande namn av Dc. Diplotaxis virgata ingår i släktet mursenaper, och familjen korsblommiga växter. Inga underarter finns listade i Catalogue of Life.

## Bildgalleri

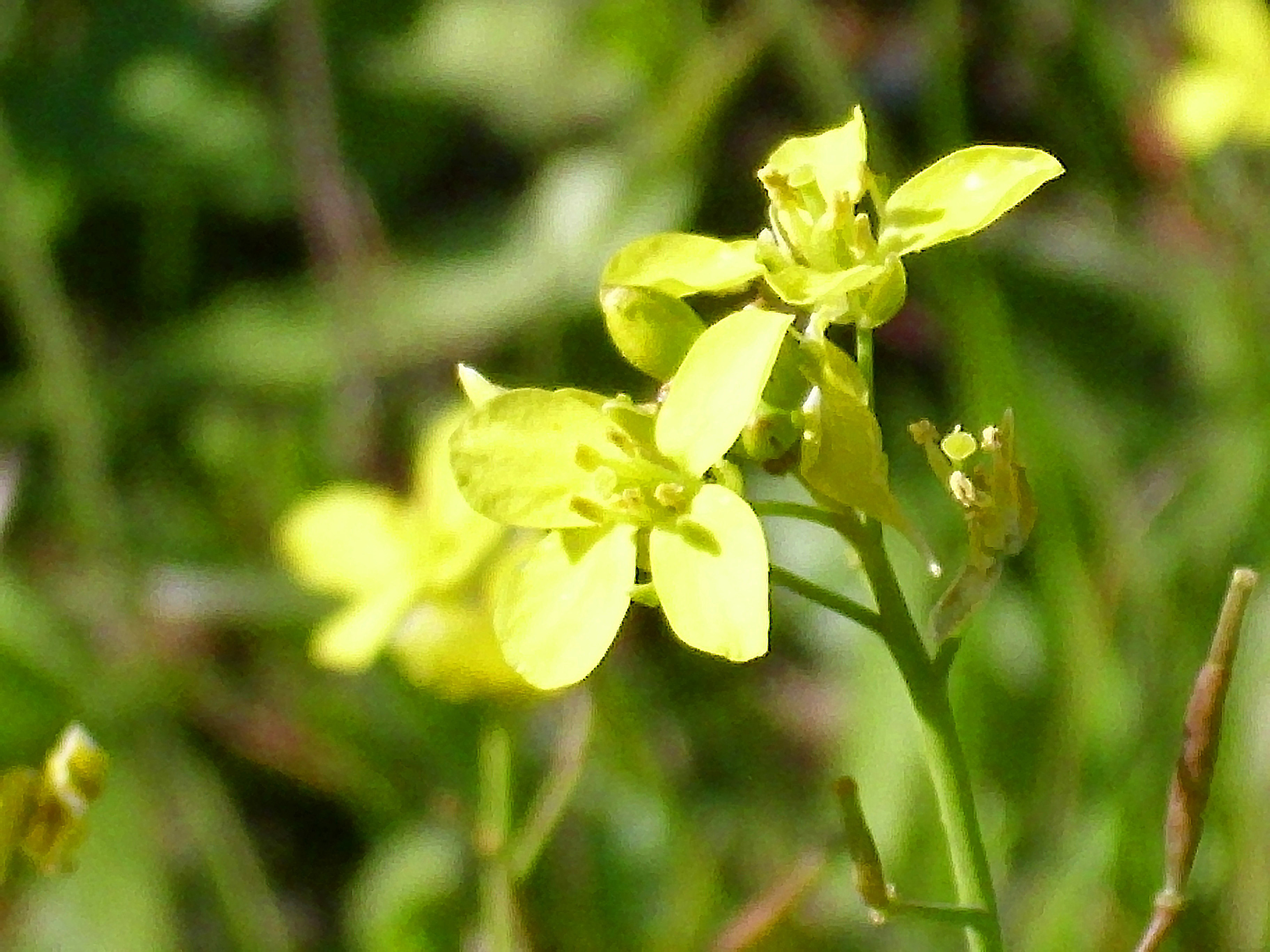
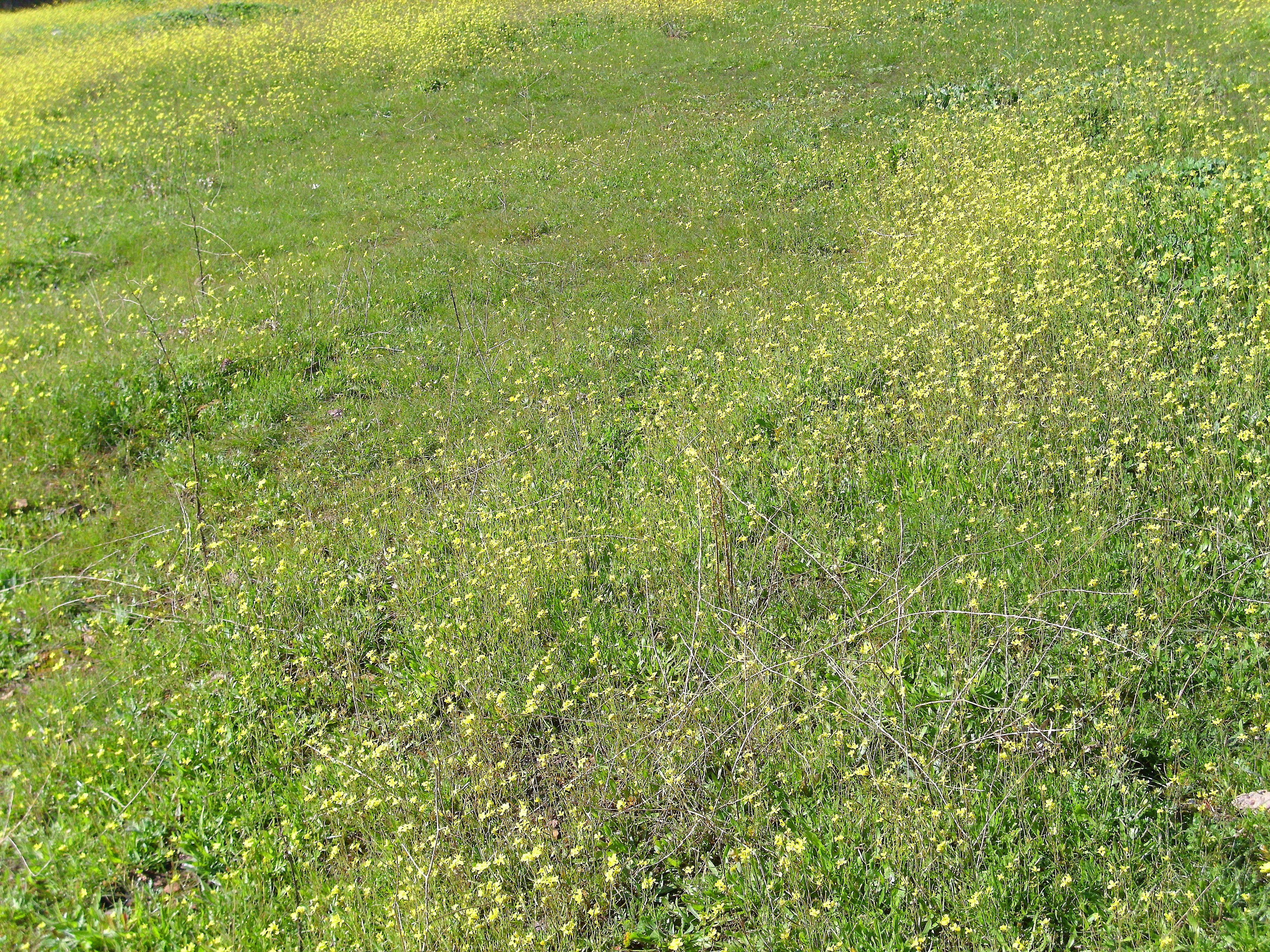
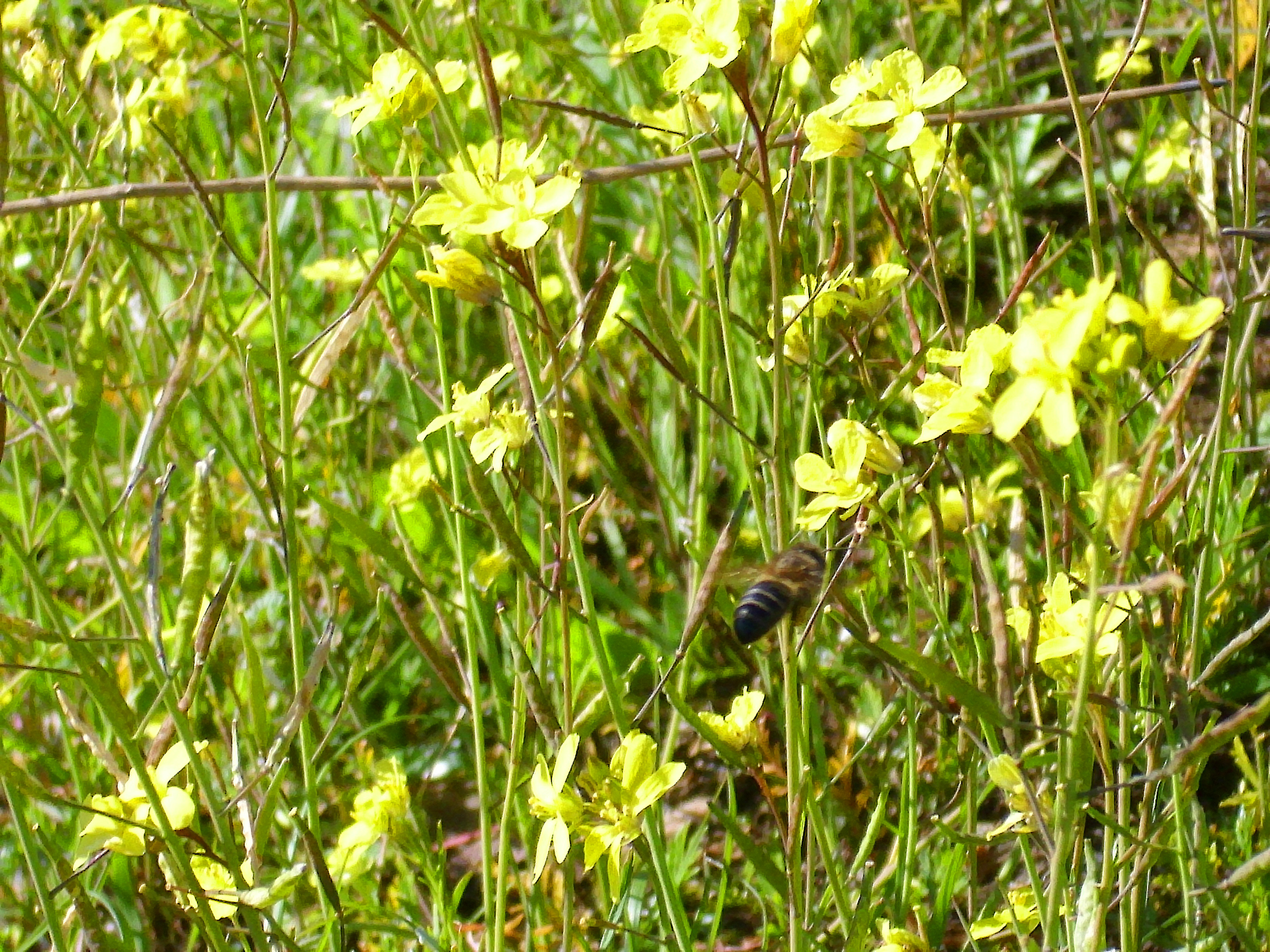